# Dakar

Dakar városrészei

Dakar Szenegál fővárosa, a Dakari főegyházmegye érseki székvárosa.

## Földrajzi helyzete
Az afrikai kontinens (tehát a Zöld-fok legnyugatibb pontján, az Európából Dél-Afrikába és Dél-Amerikába vezető tengeri útvonal elágazásánál épült.

### Éghajlata
A város félszáraz (semi-arid) klímával rendelkezik, melyet egy rövid esős évszak, és egy hosszú száraz évszak jellemez. Az esős évszak júliustól októberig tart, az éves csapadék mennyisége  495 mm. Dakar december és május között általában kellemesen meleg, a nappali átlaghőmérséklet 24-27 °C körül, éjszaka 17-20 °C a jellemző. Május és november között melegebbre fordul a nappali hőmérséklet, ekkor 29-31 °C a jellemző, éjszaka pedig 23-24 °C.
| Hónap                             | Jan. | Feb. | Már. | Ápr. | Máj. | Jún. | Júl. | Aug. | Szep. | Okt. | Nov. | Dec. | Év   |
| --------------------------------- | ---- | ---- | ---- | ---- | ---- | ---- | ---- | ---- | ----- | ---- | ---- | ---- | ---- |
| Átlagos max. hőmérséklet (°C)     | 25,0 | 24,6 | 25,0 | 25,3 | 26,3 | 28,9 | 30,0 | 30,1 | 30,4  | 30,4 | 29,7 | 26,5 | 27,7 |
| Átlagos min. hőmérséklet (°C)     | 17,4 | 17,0 | 17,4 | 18,4 | 20,2 | 23,1 | 24,5 | 24,6 | 24,4  | 24,3 | 22,5 | 19,6 | 21,1 |
| Átl. csapadékmennyiség (mm)       | 2    | 1    | 0    | 0    | 0    | 10   | 83   | 184  | 156   | 51   | 3    | 3    | 493  |
| Havi napsütéses órák száma        | 244  | 245  | 276  | 278  | 291  | 252  | 232  | 223  | 219   | 257  | 249  | 238  | 3004 |
| Forrás: Weltwetter Spiegel Online |      |      |      |      |      |      |      |      |       |      |      |      |      |

## Történelme

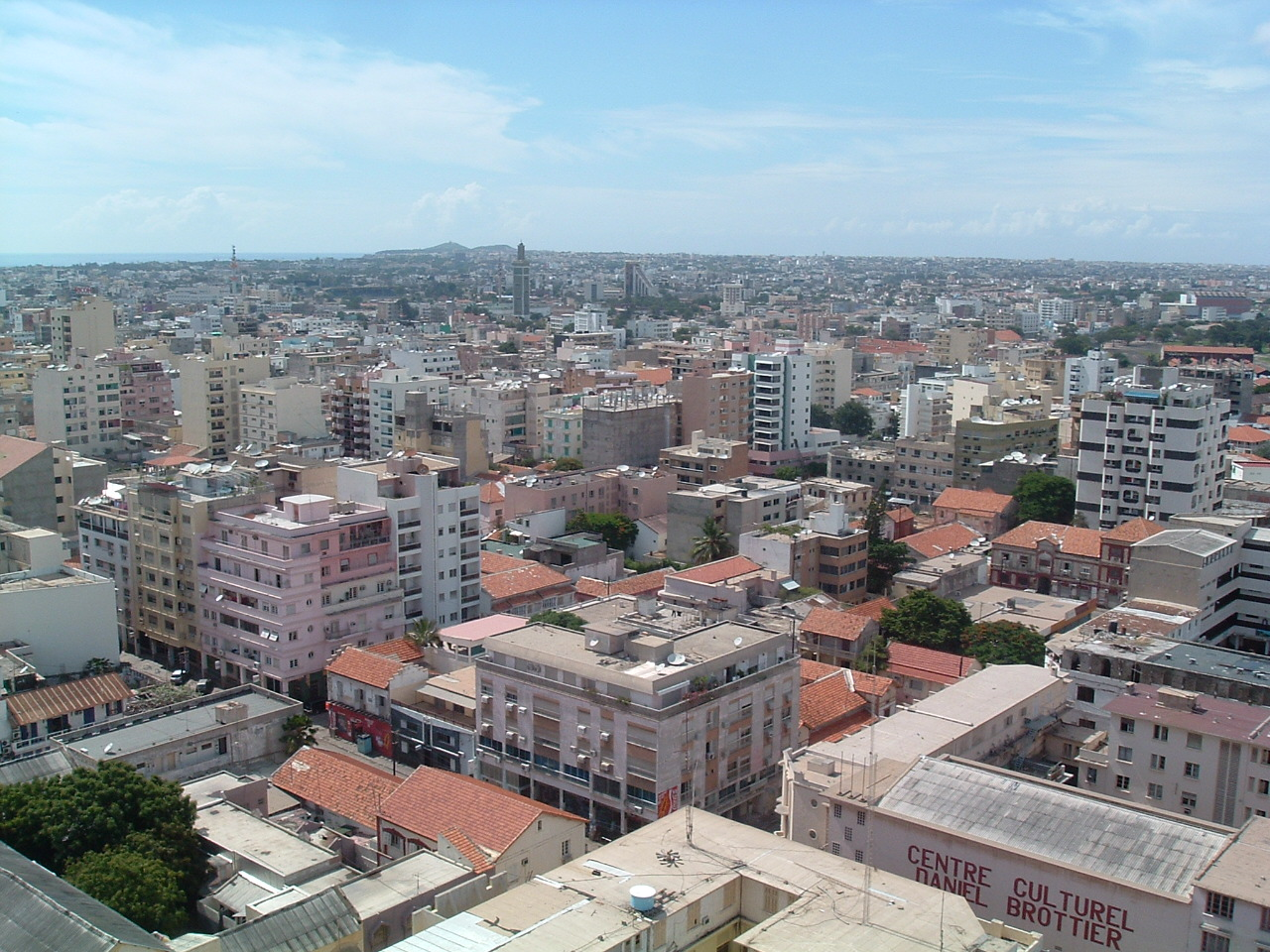
A belváros

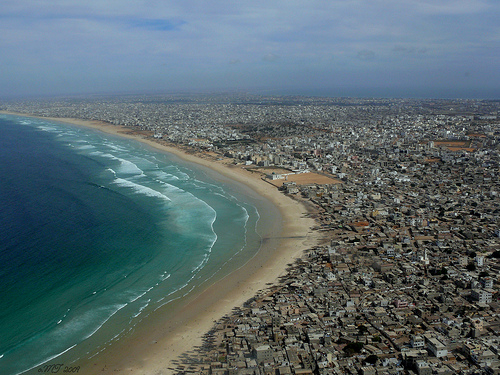
Az óceánparti külváros

Helyén a 19. század közepéig a lebu törzs kis halászfaluja állt. 1857-ben alapították 1885-ben megépült a Saint Louis-Dakar vasútvonal, ami megkönnyítette a francia áruk behatolását Nyugat-Afrikába. Az 1902-ben Dakar Francia Nyugat-Afrika közigazgatási központja lett. A franciák kiépítették kereskedelmi kikötőjét, és haditengerészeti támaszpontot is létesítettek. Hamarosan Szenegál, Szudán és Mauritánia gazdasági életének központja és tengerr nyíló kapuja lett. Ez a pozíciója 1923-ban a Bamako-Dakar vasútvonal megnyitása után még jobban megerősödött. Itt létesítették nyugat-afrikai fiókjaikat a nagy kereskedelmi vállalatok és pénzintézetek, a város iskoláiban képezték ki a többi francia gyarmat közigazgatási tisztviselőit is.
1924 és 1946 között Gorée szigetével és a félsziget tövénél épült Rufisque várossal együtt 150 km²-es autonóm terület volt, amit egy 1946. május 17-én kelt dekrétum egyesített újra Szenegállal. 1958 óta az ország fővárosa.
1940-ben, Franciaország katonai összeomlása után a nyugat-afrikai francia gyarmatok a Vichy-kormány fennhatósága alá kerültek. 1940. július 10-én a Richelieu csatahajót a britek megrongálták Dakar kikötőjében. 1940. szeptember 23-án de Gaulle brit hajók támogatásával szabad francia haderőt vezetett Dakar elfoglalására abban a reményben, hogy a gyarmat kormányzója megadja magát. Ő azonban ellenállt, a helyőrséget nem sikerült átcsábítani a felkelők oldalára, a brit hajók pedig nem tudták semlegesíteni a várost védő francia flottát. A próbálkozás kudarcot vallott; Szenegál (és Dakar) csak a Fáklya hadművelet sikere után (1942 végén) állt át szabad francia oldalra.
2008-ig itt volt a Párizs–Dakar-rali hivatalos végállomása; a verseny nevét is a szenegáli fővárosról tartotta. 2008-ban a verseny biztonsági okokból elmaradt, majd (nevét megtartva) áthelyezték Dél-Amerikába.
Az ezredforduló táján népessége rohamosan nő, a 2020-as évek közepére elővárosaival együtt mintegy 2,5 millió.

## Oktatása
- Kedge Business School

## Gazdasága
Szenegál vezető iparvárosa
- Hazai termékeket dolgoznak fel:
  - az olajütők,

- - a szappangyárak és
  - a konzervgyárak.

Importárukra alapoz:
- - a malomipar,
- a pamutipar és
- a kőolajfinomító ipar.

A kikötőhöz csatlakozó szabadkereskedelmi zónában egyebek közt:
- műtrágyagyár,

- félvezetőgyár,

- kerámiákat és

- közszükségleti cikkeket

gyártó üzemek épültek.

## Közlekedése
Elsősorban korszerű kikötőjének köszönhetően Nyugat-Afrika legfontosabb közlekedési csomópontja.
Vasúti személypályaudvara az afrikai kontinens legnyugatibb vasúti állomása.

## Testvérvárosai
- Baku, Azerbajdzsán[4]
- Ann Arbor, Amerikai Egyesült Államok
- Washington, Amerikai Egyesült Államok[5]
- Douala, Kamerun
- Iszfahán, Irán
- Milánó, Olaszország[6]
- Orán, Algéria
- Rosario, Argentína
- Rangpur, Banglades